# Longlegs
Longlegs is een Amerikaanse thriller-horrorfilm uit 2024, geschreven en geregisseerd door Osgood Perkins. De hoofdrollen worden vertolkt door Maika Monroe, Nicolas Cage, Alicia Witt en Blair Underwood.

## Verhaal
Lee Harker (Maika Monroe) is een nieuwe FBI-agent, die wordt toegewezen aan een onopgeloste zaak van een seriemoordenaar. Naarmate het onderzoek ingewikkelder wordt en er occult bewijsmateriaal aan het licht komt, beseft Harker dat ze een persoonlijke band met de moordenaar heeft en moet ze snel handelen om een nieuwe familiemoord te voorkomen.

## Rolverdeling
| Acteur          | Personage                     |
| --------------- | ----------------------------- |
| Maika Monroe    | Lee Harker                    |
| Nicolas Cage    | Longlegs, een seriemoordenaar |
| Alicia Witt     | Ruth Harker                   |
| Blair Underwood | Agent Carter                  |
| Kiernan Shipka  | Carrie Anne Camera            |
| Dakota Daulby   | Agent Horatio Fisk            |

## Productie
In november 2022 werd gemeld dat Osgood Perkins een film zou regisseren op basis van een script dat hij zelf schreef. Nicolas Cage zou mee produceren (onder de vlag van zijn "Saturn Films") en zou de hoofdrol als seriemoordenaar vertolken in de horrorthrillerfilm. In februari 2023 werd Maika Monroe gecast als FBI-agent Lee Harker en de volgende maand voegden Alicia Witt en Blair Underwood zich bij de cast.
De belangrijkste filmopnames vonden in januari en februari 2023 plaats in Vancouver, Canada.

## Release en ontvangst
Longlegs ging op 8 juli 2024 in première in het Egyptian Theatre Hollywood in Los Angeles en ging op 12 juli 2024 in première in de Amerikaanse bioscopen. De film kreeg op 31 mei 2024 een "geheime screening" op het Beyond Fest in Los Angeles.
De film kreeg overwegend positieve kritieken van de filmcritici, met een score van 86% op Rotten Tomatoes, gebaseerd op 170 beoordelingen. De critici waren het er unaniem over eens: "Longlegs is absoluut angstaanjagend".

### Kassaopbrengsten
In de Verenigde Staten en Canada werd Longlegs naast Fly Me to the Moon uitgebracht, en aanvankelijk werd verwacht dat hij tijdens het openingsweekend US$ 7 à 9 miljoen zou opleveren in 2510 bioscopen. Na op de eerste dag al US$ 10 miljoen te hebben verdiend (inclusief US$ 3 miljoen uit de previews op donderdagavond, beiden records voor Neon), werden de weekendschattingen verhoogd tot US$ 20-23 miljoen. De film bracht uiteindelijk US$ 22,6 miljoen op en eindigde op de tweede plaats na Despicable Me 4. Dit was het beste openingsweekend ooit voor Neon, de hoogste opbrengst voor een horrorfilm uit 2024, een van de top 20-weekenden voor een onafhankelijke film en de beste opening ooit voor een onafhankelijke horrorfilm.